# Amphorogyne spicata
Amphorogyne spicata är en tvåhjärtbladig växtart som beskrevs av Stauff. & Hürlim.. Amphorogyne spicata ingår i släktet Amphorogyne och familjen Amphorogynaceae. Inga underarter finns listade i Catalogue of Life.